# Cabiate
Cabiate (Cabiaa in dialetto brianzolo, AFI: /kaˈbjaː/) è un comune italiano di 7 381 abitanti della provincia di Como in Lombardia.

## Geografia fisica
Cabiate è ubicato nella parte meridionale della provincia di Como nell'alta pianura lombarda. Il paese dista:
- 16 km da Monza
- 21 km da Como
- 28 km da Milano
- 35 km da Lecco
- 40 km da Varese

### Territorio
I boschi del territorio fanno parte del consorzio del Parco delle Groane.
L'unico corso d'acqua passante per Cabiate è il Torrente Terrò che nasce sulle colline moreniche tra Capiago Intimiano e Alzate Brianza a circa 390 metri sul livello del mare. Attraversa il paese a un'altitudine di circa 230 metri e, oltre agli scarichi di origine umana, riceve le acque di tre piccoli affluenti, ovvero la Valletta, la Valle di Mezzo e la Roggia Vecchia. Il primo ruscello nasce nei boschi tra Mirabello e Figino Serenza e scende a Cabiate tramite il territorio di Mariano Comense, dove è denominato Valle del Boscaccio, all'interno del Parco della Brughiera; il secondo si origina nella parte sud di Figino Serenza e segna per un lungo tratto il confine naturale tra le province di Milano e Como; il terzo, infine, nasce dai fontanili della Fontana del Guercio a Carugo e si immette nel Terrò a Mariano. Il Terrò stesso, poi, lascia il paese, continuando il suo corso verso sud: attraversa Meda, dove è denominato Tarò, passa per Seveso, dove è chiamato Certesa, poi si immette nel fiume Seveso a Cesano Maderno.
Fino agli anni sessanta, il territorio era percorso anche dalla Roggia Borromea, un canale artificiale scavato nel seicento che, partendo anch'esso dalla Fontana del Guercio di Carugo, serviva ad alimentare le fontane dei giardini di Villa Borromeo di Cesano Maderno. Giungeva in paese da Perticato, frazione di Mariano, proseguiva verso Meda, dopodiché, passando da Baruccana, giungeva alla villa. Con la lottizzazione industriale della zona Porada, questo canale venne completamente smantellato.

### Clima
Il clima presente a Cabiate ha caratteri di semicontinentalità: gli inverni sono freddi, con medie di poco superiori agli 0 °C, le estati sono invece calde con medie superiori ai 20 °C, spesso afose nelle pianure ma ventilate nelle zone collinari. Le precipitazioni si aggirano sugli 800–1000 mm annui, distribuite più o meno regolarmente lungo tutto il corso dell'anno con un'accentuazione in autunno e in primavera, mentre d'inverno sono frequenti nebbie e nevicate. In particolare, si ricordano le inondazioni del 3 e del 30 ottobre 1976 e la disastrosa nevicata del 1985.

## Origini del nome
Il nome del paese viene fatto risalire al termine di latino volgare "caveatum". La cavea è la cavità naturale, l'avvallamento in cui si è sviluppato l'abitato, simile alla "cavea" del teatro romano. La desinenza finale in -ate sottolinea la derivazione celtica..
Le prime notizie storiche pervenuteci circa l'origine del paese risalgono al 1031, all'atto di vendita di un terreno, quando esso viene identificato in un documento, col nome di Vico Capiate. La pergamena si trova nell'Archivio di San Vittore a Meda.

## Storia
(Carlo Trabattoni)
Le vicende di Cabiate sono strettamente connesse a quelle della vicina Meda e alla Brianza in generale. Già prima del 1024 e per molti secoli, gran parte dei cabiatesi dipendevano dal monastero di San Vittore di Meda (parte allora della Pieve di Mariano Comense), che a ogni modo, attraverso l'operato della badessa Allegrezza, ne cedette l'amministrazione pressoché totale a Giacomo da Rho, capostipite della nobile famiglia dei da Rho che proprio a Cabiate erigerà poi una dimora.
Gli “Statuti delle acque e delle strade del contado di Milano fatti nel 1346” riportano  “el locho da Cabià” tra le località che, all'interno della pieve di Mariano, erano incaricate della manutenzione della “strata da Dergano”.

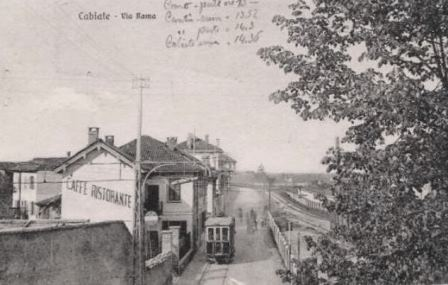
Cabiate negli anni '30 del Novecento

Negli anni successivi, la storia della zona si legò a quella dei signori di Milano, che nel 1535 passarono il potere agli spagnoli; questi ultimi, a loro volta lo concessero in feudo alla famiglia Marliani (1450). Tale casata, poi, vendette il borgo nel 1538 alla famiglia Giussani, passando successivamente ai Taverna e tornando ai Marliani. Questi ultimi, nel 1683 lo vendettero a Flaminio Crivelli, del ramo dei Crivelli di Inverigo.
Dopo quasi tre secoli il Ducato di Milano passò in modo definitivo agli austriaci i quali, a livello amministrativo locale, fecero costruire in muratura i ponti sul fiume Terò, precedentemente realizzati in legno. Sempre inserito nella pieve di Mariano del Ducato di Milano, nel 1751  Cabiate comprendeva anche i cassinaggi di Pallazzina, Poradella e “Del Bertino”.
Un decreto di riorganizzazione organizzativa del Regno d'Italia napoleonico datato 1807 sancì l'aggregazione di Cabiate al comune di Mariano. La decisione fu tuttavia abrogata in seguito alla caduta di Napoleone e al conseguente passaggio della Lombardia nelle mani degli austro-ungarici, i quali ricostituirono il comune di Cabiate e lo inserirono nella provincia di Como del Regno lombardo-veneto.
Durante la seconda guerra mondiale i tedeschi passarono da Cabiate per ritirarsi verso Como. Nei giorni che seguirono il 25 aprile vennero uccise 3 persone accusate di essere filo-fasciste (uno di questi era il figlio di un magistrato milanese), da parte di un plotone di partigiani.

### Simboli
(Descrizione araldica dello stemma)
(Descrizione araldica del gonfalone)
Lo stemma e il gonfalone sono stati concessi con decreto del Presidente della Repubblica del 24 maggio 1959.

## Monumenti e luoghi d'interesse

### Architetture religiose

#### Chiesa parrocchiale di Santa Maria Nascente

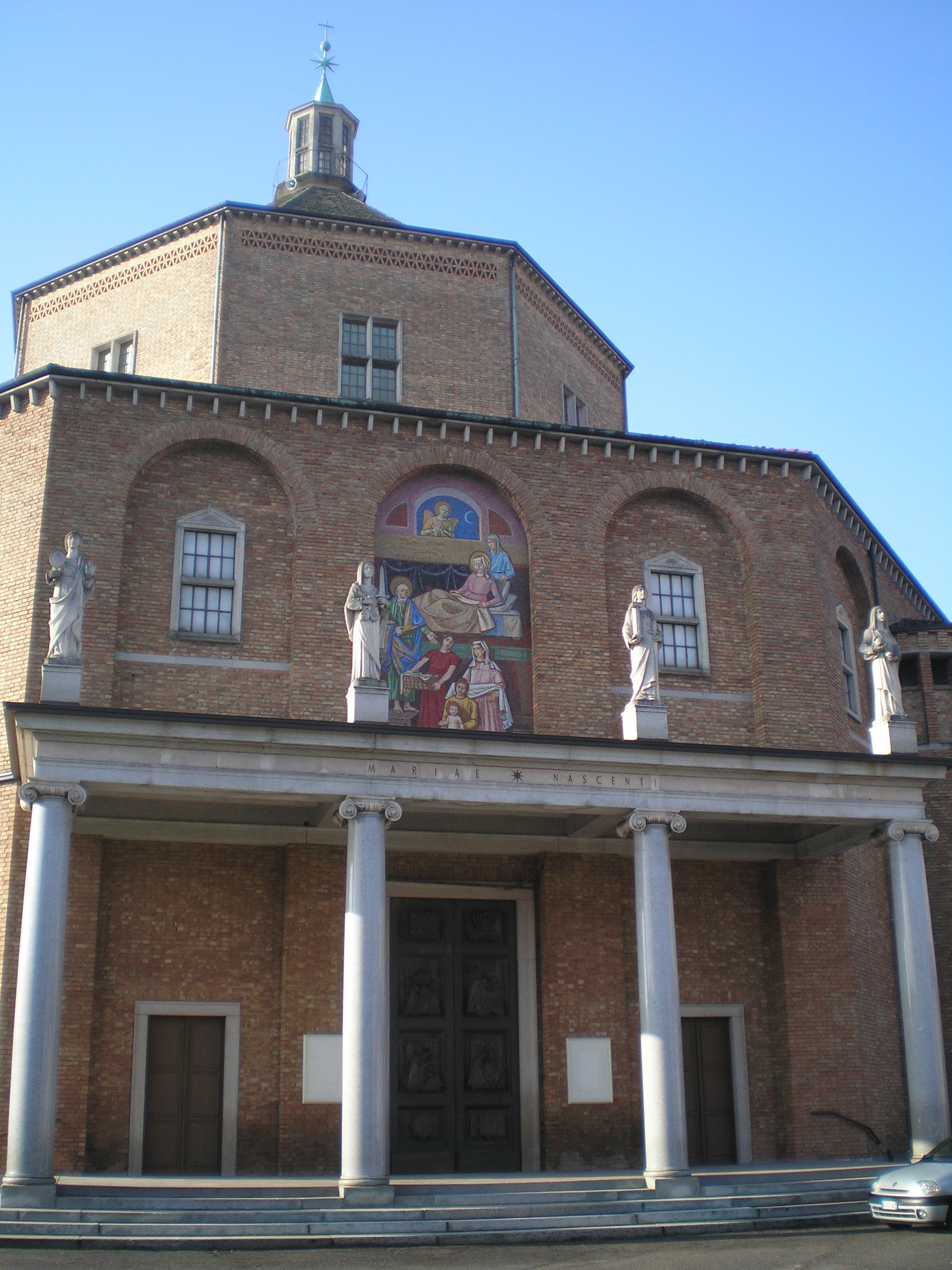
La chiesa parrocchiale di Santa Maria Nascente

La chiesa parrocchiale di Cabiate, dedicata a Santa Maria Nascente, è stata consacrata nel 1958 dall'arcivescovo di Milano Giovan Battista Montini, futuro Papa Paolo VI.
Già nel 1933 il cardinale di Milano Ildefonso Schuster raccomandava al parroco la costruzione di una nuova chiesa, essendo quella esistente nella parte vecchia del paese ormai inadeguata alla popolazione di Cabiate.
Le sorelle Maria e Giuseppina Rho, ed insieme i fratelli Panceri, cedettero alla Parrocchia 18 pertiche di terreno in posizione centrale del paese. Tre pertiche delle sorelle Rho vennero regalate alla Parrocchia, le altre cedute a buon prezzo.
La realizzazione venne affidata all'architetto Ottavio Cabiati.
La prima pietra venne benedetta nel 1942 dal cardinale Schuster.
In seguito alla morte dell'architetto Cabiati nel 1956, i lavori furono proseguiti e conclusi dall'architetto Luigi Brambilla.
La struttura è realizzata in mattoni a vista, ha pianta ottagonale ed è caratterizzata da una cupola centrale molto alta che sovrasta l'intero abitato, rifinita a guglia rivestita di rame. Il pronao antistante venne invece terminato nel 1960.
Gli affreschi della parte interna del tiburio sono stati realizzati nel 1988 dalla Scuola di disegno di Cabiate.

#### Santuario di Santa Maria Annunciata

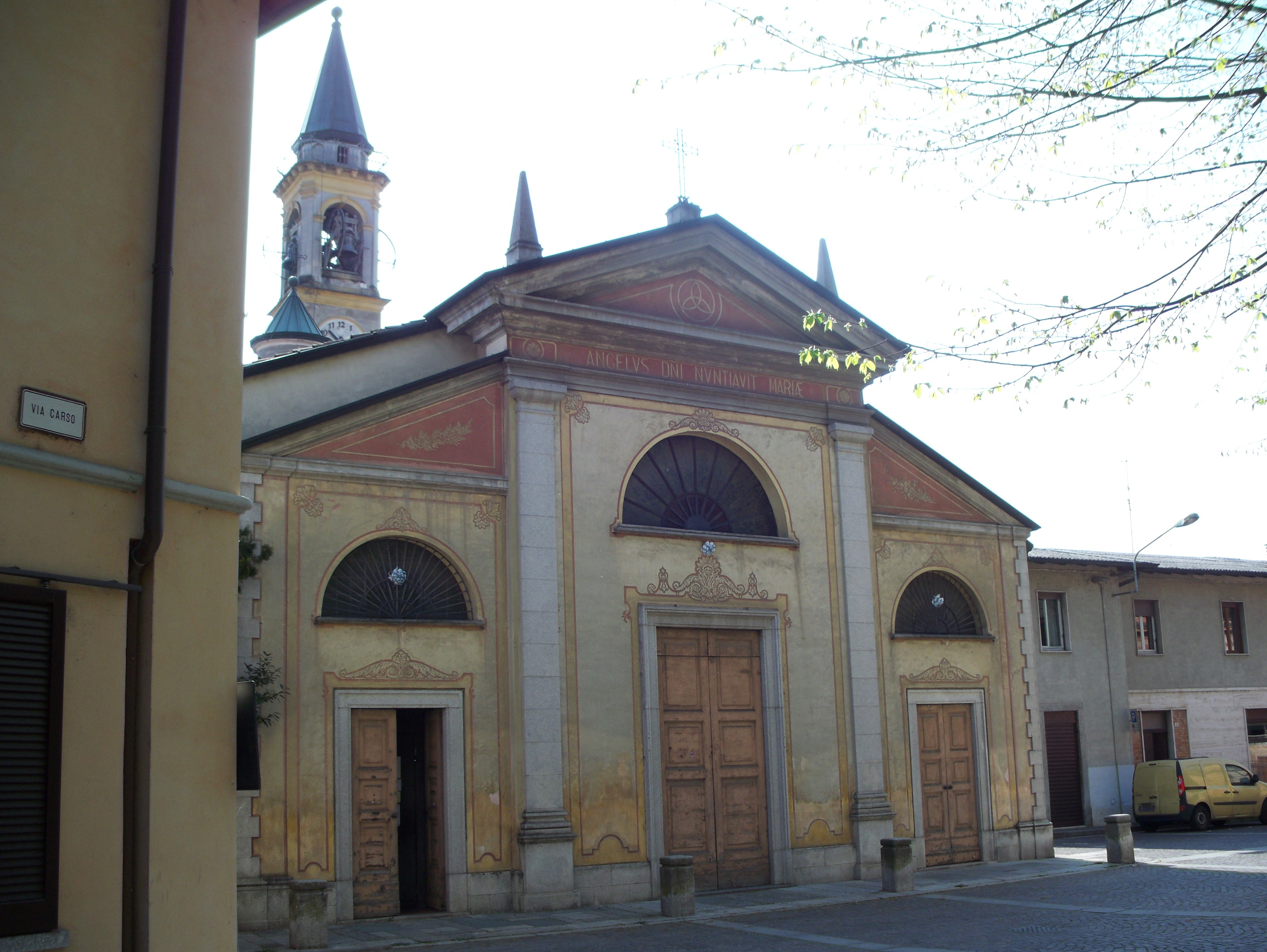
Il santuario di Santa Maria Annunciata

L'attuale santuario era in origine cappella privata della famiglia Rho, devota dell'Annunciata, e fu da loro aperta al culto pubblico nel XVI secolo. Era una cappella con dimensioni corrispondenti all'attuale spazio compreso tra i quattro pilastri centrali. Venne consacrata nel 1505. In seguito le famiglie Padulli e Rho innalzarono le cappelle in onore rispettivamente di Sant'Antonio e dell'Annunciata. La dedicazione passò da Santa Maria a Natività della Beata Vergine Maria. Nel corso del XVII secolo, grazie alla collaborazione tra i conti Padulli e la famiglia Arese, venne sistemata la facciata del Santuario.
Davanti alla facciata c'era un piccolo cimitero.
La costruzione del campanile iniziata nel XVII secolo, venne ultimata un secolo dopo.
La chiesa venne successivamente ampliata nel corso del XIX secolo, grazie all'interessamento del conte Giulio Padulli e all'opera dell'architetto Gerolamo Arganini contattato dal Conte: venne allungata e alzata la navata centrale e si aprirono le navate a destra e sinistra.
All'inizio del Novecento la chiesa subì ampliamenti resisi necessari dall'annessione della Porada e dal passaggio della linea della Ferrovia Nord, eventi che incrementarono la popolazione. Si costruì anche la cupola con la piccola lanterna.
Nel 1900 la dedicazione passò a Maria Nascente e, nel 1964, successivamente alla consacrazione della nuova chiesa parrocchiale, tornò ad essere a Santa Maria Annunciata.

#### Chiesa di San Giorgio
Abbiamo notizia della Chiesa di San Giorgio in due pergamene del 1298 e del 1311 dove si parla dell'elezione del cappellano rettore di questa chiesa di San Giorgio, della quale però non si sa null'altro.

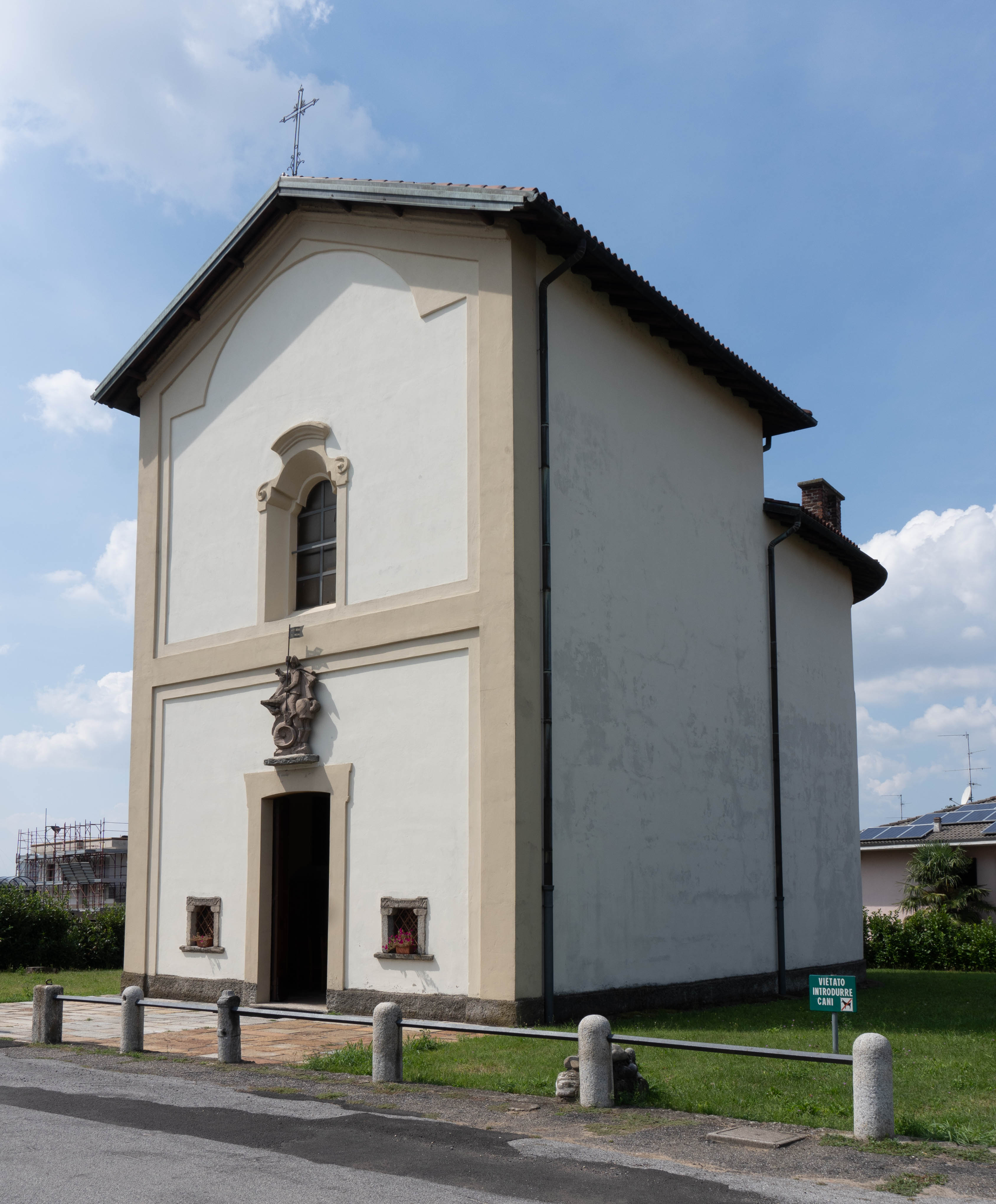
Chiesa di San Giorgio

Era certamente in rovina ai tempi della visita di San Carlo nel 1570, come documenta il previsitatore arcivescovile. San Carlo ordinò che le pietre si portassero ai piedi della collina, per costruire l'attuale santuario dell'Annunciata, che doveva essere la chiesa parrocchiale. Il parroco Trabattoni (1648-1658) la descrive come un "mucchio di pietre", sulle quali però il popolo continuava a pregare.
Nel 1670, grazie al mecenate Bartolomeo Arese, contattato dai conti Padulli per la facciata del Santuario, venne affidata al progettista arch. Giacomo Quadrio la costruzione della chiesetta di San Giorgio sopra quei ruderi secolari, sui quali era rimasta solo una croce di legno. Nel 1743 la costruzione dell'oratorio non era stata ancora terminata a causa della povertà dei parrocchiani, e vi contribuì il testamento di un certo Antonio Viganò.
Nel 1936 il parroco don Daniele Cantù si fece regalare dai possidenti limitrofi il terreno peer creare un piazzaletto su cui vennero piantumati dei pioppi. La chiesetta attirava il popolo anche perché là sotto riposavano i morti di peste. Ancora alcuni decenni fa nelle finestrelle della facciata si potevano osservare alcuni teschi, che furono poi seppelliti nel 1986, anno in cui il tempietto venne ristrutturato, grazie all'iniziativa del parroco don Luigi Oldani e al concorso generoso degli Alpini. Pregevole nell'oratorio il Crocifisso bizantino con la tunica scolpita da Osvaldo Minotti.

### Architetture civili
- Oratorio San Luigi Gonzaga (archiviato dall'url originale il 27 maggio 2014). (uno dei più grandi della Lombardia, precisamente il 3°).

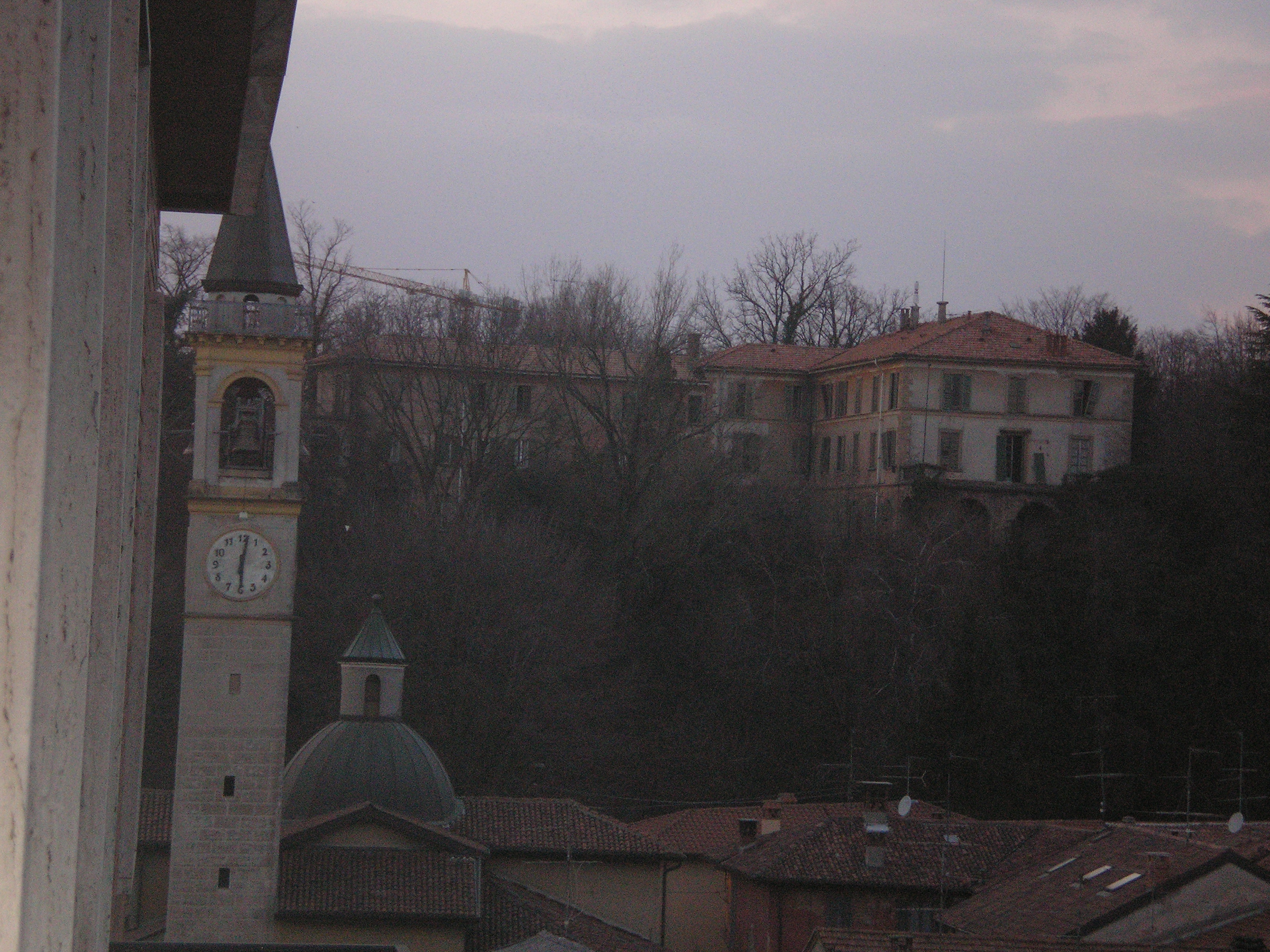
Il campanile del santuario e, a destra, la Villa Padulli

#### Villa Padulli

##### La famiglia Padulli
Villa Padulli venne edificata tra il 1830 e il 1840.
I Padulli, proprietari della villa, appartengono ad una famiglia patrizia milanese della quale si hanno le prime notizie già nel 1200. Fonti certe portano a dire che il capostipite fu Martino de Palude, nato a Charmit nel 1420 e morto nel 1447. La famiglia divenne in seguito nota come Conti di Vighignolo, mutando il cognome in Padulli.
Alcune notizie portano a credere che proprio Martino fosse stato colui che acquistò il luogo dove, molto più tardi, fu eretta la villa.
Fu, comunque, Giulio Padulli (1785-1857), sposato a Marianna Cavazzi della Somalia, a scegliere la villa di Cabiate come propria residenza estiva, disponendo importanti lavori di ricostruzione che trasformarono una semplice casa di campagna in una dimora signorile di stile tardo-neoclassico. Sempre Giulio, studioso ed amante della cultura, ospitò a lungo nella villa personaggi illustri come Giacomo Mellerio (1777-1847), Antonio Rosmini (1797-1855) ed Alessandro Manzoni (1785-1853). 
Seconda guerra d'indipendenza italiana
Giulio ebbe nove figli: tra questi si ricorda Gianluca Padulli (1837-1859) che, allo scoppiare della seconda guerra d'indipendenza, pur essendo in viaggio d'istruzione verso la Spagna, decise di ritornare in patria per arruolarsi nel corpo dei bersaglieri come volontario. Partecipò alla battaglia di San Martino dove cadde ferito al terzo assalto dello storico colle. Fatto prigioniero e trasportato all'ospedale di Verona, morì il 17 luglio 1859 in seguito alle ferite riportate.
Altri due figli, invece, sposarono dei Borromeo: Filomena Padulli (1839-1889) sposò, il 28 aprile 1859, Vitaliano Borromeo e Gerolamo Padulli (1836-1882) si unì in matrimonio l'8 ottobre 1866 con Camilla Borromeo. Gerolamo, a sua volta, ebbe 4 figli: Marianna (1867-1931) sposata ad Antonio Venini, Livia (1870-????) sposata ad Isidoro Salvadori, Luigi (1878-1956) e Giulio (1869-1932) che sposò nel 1901 la contessa Francesca Fanny Amman (1880-1919) dalla quale ebbe due figli: Gerolamo (1902-1966) e Camilla. Giulio fu deputato prima e senatore poi del Regno d'Italia, dal 1907 al 1929. Da Gerolamo, infine, nacque Paola, ultima erede della famiglia. Solo nella metà degli anni ‘20 la villa divenne residenza stabile della famiglia e, alla morte di Luigi, restò unicamente a Gerolamo ed ai suoi eredi.

##### La costruzione della villa
La villa è posta su un terrazzo naturale di una fascia collinosa che domina il sottostante nucleo antico di Cabiate. Si suppone che, data la particolare collocazione strategica, un tempo potesse essere una castellana medievale, ma di ciò poco o nulla è rimasto, se non camminamenti sotterranei verso Mariano Comense, ormai chiusi o crollati. La costruzione originale era ad L, con un'ala limitata solo ad un breve risvolto. Il piano terra, verso il cortiletto, è un loggiato a cinque fornici a cui corrisponde una profonda galleria con soffitto a cassettone, utilizzata in origine come soggiorno semiaperto o giardino d'inverno. La loggia a tre luci, posta ad est aveva l'unico scopo di permettere la discesa dalle carrozze al riparo dalle intemperie. La sua funzione panoramica, però, è rafforzata dalla balconata sovrastante del primo piano. L'ala sud fu integrata, alla fine dell'Ottocento, con un piano rialzato sopra la piccola cappella, posta all'estremità, adibito a studio ed un primo piano, adibito a locali della servitù. Nella piccola Cappella, consacrata a San Carlo Borromeo, in occasioni eccezionali, venivano celebrati riti sacri. Solo nel 1925 è stato aggiunto un secondo piano, atto a livellare lo squilibrio volumetrico dell'ala originale. Le sale interne conservano l'atmosfera eclettica dell'epoca romantica, con pareti decorate e caminetti in marmo.

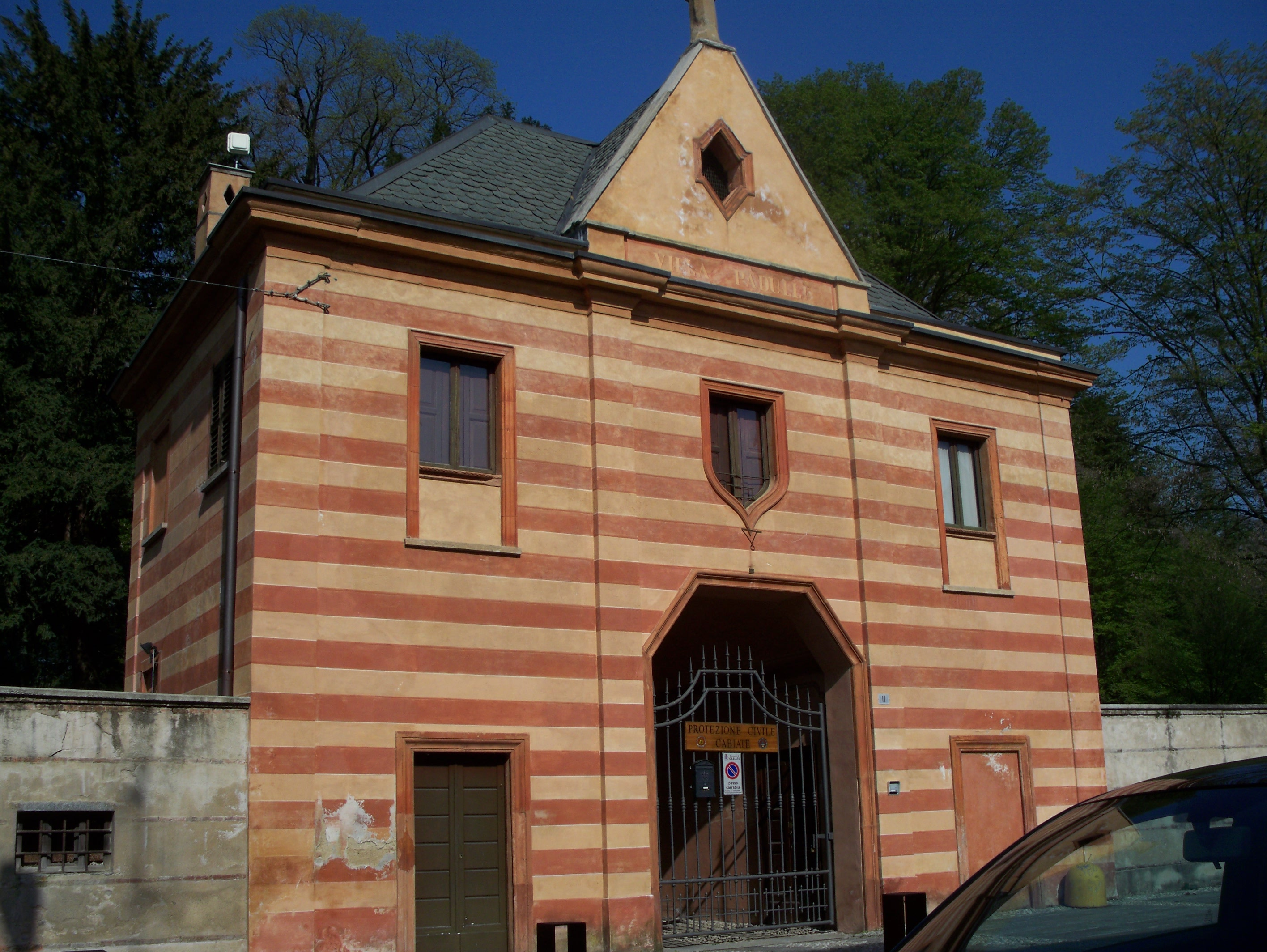
Dipendenza di Villa Padulli

Durante il periodo bellico una parte della villa, in special modo, l'ala sud, fu trasformata in appartamenti per permettere di dare alloggio a famiglie milanesi costrette a sfollare dalla città. Inizialmente molti terreni vennero adibiti alla produzione agricola ed alla coltura dei bachi da seta, ma, col passare del tempo, nel dopoguerra, la società contadina si è sempre più trasformata in società artigianale, dedita alla produzione di mobili d'arredo. Fu così che Gerolamo decise di lottizzare la parte di proprietà che dava verso Mariano Comense, facendo sorgere una piacevole zona residenziale. Agronomo ed appassionato botanico, pose molta attenzione alla varietà della piantumazione del parco, conservandolo ed ampliandolo al meglio. Tutta la villa, infatti, è circondata da un ampio parco, uno dei primi esempi di giardino all'inglese in Italia, che si snoda lungo tutta la collina.

##### Il parco e la portineria
Le piante sono monumentali e di gran pregio dal punto di vista botanico, quali carpini, querce, tigli, faggi, cedri e tassi. A valle del giardino e di fianco alla vecchia chiesa parrocchiale si trova il piccolo fabbricato della portineria, di stile eclettico ed anglicizzante, dove alloggiava, appunto, il custode. Infine, sull'ultima curva della strada carrozzabile che porta alla villa, è presente una palazzina squadrata destinata ai contadini ed alla servitù. Essa è caratterizzata da un loggiato a cinque fornici sulla testata sud. Questo edificio "rustico" è impreziosito da fasce orizzontali dipinte a colori contrastanti, seguendo il gusto romantico dell'epoca. In un angolo del piazzale antistante la villa si nota anche un monumento marmoreo raffigurante il giovane Gianluca Padulli, morto a San Martino della battaglia.

##### I giorni nostri
Alla morte di Gerolamo, nel 1966, la moglie Enrica e la figlia Paola ebbero cura della proprietà sino al 1990. In quell'anno, appunto, il Comune ha deciso di acquistarla con il progetto d'adibirla, previa ristrutturazione e restauri, ad usi vari utili alla popolazione. In realtà, come spesso accade per molte dimore storiche acquistate dagli enti pubblici, la mancanza dei fondi necessari ha fatto sì che la villa ora versi in uno stato di profondo degrado. Solo nel 2017 è stato riaperto, dopo aver messo in sicurezza molte zone, il parco, che viene usato, raramente, per eventi cittadini.

#### Altre ville
- Villa Anderloni (XVIII secolo)[14]
- Villa della Famiglia Rho

## Società

### Etnie e minoranze straniere
Secondo i dati comunicati dal Comune di Cabiate, al 31 dicembre 2024 la popolazione straniera residente era di 551 persone, il 7,48% dei residenti totali. Le nazionalità più rappresentate erano::
1. Romania, 96
2. Marocco, 53
3. Albania, 47
4. Pakistan, 46
5. Cina, 41
6. Egitto, 38
7. Ucraina, 38
8. Senegal, 25
9. Perù, 19

## Cultura

### Istruzione

#### Biblioteche
- Biblioteca comunale di Cabiate

#### Scuole
- Scuola dell'infanzia "Padulli"
- Scuola primaria "Alessandro Manzoni"
- Scuola secondaria di primo grado "Carlo Caldera"

## Economia
Paese dalla forte vocazione artigianale sin dalla storica produzione di sedie, già particolarmente attiva nel XVI secolo, Cabiate è conosciuto in tutto il mondo grazie alla presenza di aziende leader nel settore del mobile, tra cui spiccano Porada, già sponsor della Pallacanestro Cantù nella Serie A di Basket e del Torino nella Serie A di calcio, e la Ezio Bellotti, cui sono stati dedicati trofei di molte attività sportive locali, specialmente ciclistiche. Sul territorio comunale ha sede anche l'azienda Dell'Orto, già sponsor del Monza, specializzata nella costruzione di carburatori. In Cabiate hanno inoltre sede innumerevoli micro imprese artigiane attive lungo tutta la filiera dell'arredamento, posizionando la municipalità ai primi posti in Europa in termini di rapporto aziende/residenti. Nel corso degli ultimi anni, si registra lo sviluppo di attività estranee al settore dell'arredamento, perlopiù concentrate nei comparti professionali ad alto valore aggiunto (tra cui la consulenza finanziaria indipendente ed altri servizi professionali). Con riferimento alla consulenza finanziaria indipendente, sebbene attività assai distante da quelle storicamente riguardanti il mobile e l'arredamento in generale, rappresenta evoluzione in altra forma della spiccata vocazione artigianale del tessuto professionale cabiatese, oltre ad un primo e pionieristico processo di progressiva "debancarizzazione" di uno dei distretti produttivi di eccellenza del "made in Italy".

## Infrastrutture e trasporti

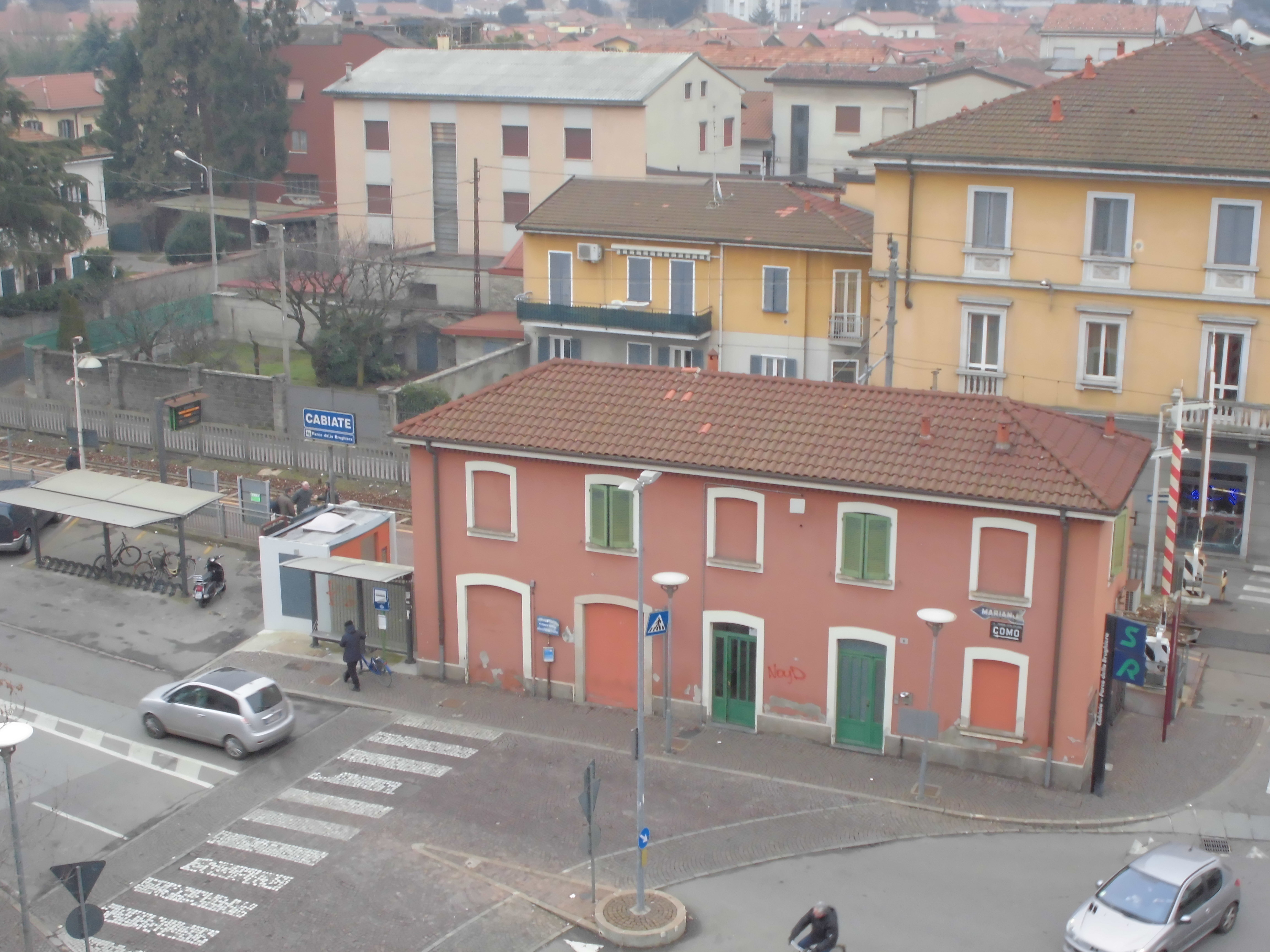
Stazione ferroviaria di Cabiate

### Strade
La località è servita dalla strada statale 35 dei Giovi (uscita a Meda) e dalla strada statale 36 del Lago di Como e dello Spluga (uscita a Verano Brianza o Seregno-Carate Brianza), nonché dalla strada provinciale 36 "Canturina" (Como-Cantù-Cabiate).

### Ferrovie e tranvie
La stazione di Cabiate, posta lungo la ferrovia Milano-Asso, è servita da corse regionali e dalla linea suburbana S2 (Mariano Comense-Milano Rogoredo) operate da Trenord nell'ambito del contratto di servizio stipulato con la Regione Lombardia.
Fra il 1912 e il 1952 la località ospitò inoltre una fermata della tranvia Monza-Meda-Cantù, dalla quale era servita e che fu sostituita dalla linea C80 in carico a ASF Autolinee, che serve tuttora il medesimo percorso.

## Amministrazione
| Periodo          | Periodo          | Primo cittadino     | Partito                                           | Carica  | Note   |
| ---------------- | ---------------- | ------------------- | ------------------------------------------------- | ------- | ------ |
| 30 aprile 1945   | 11 novembre 1945 | Carlo Caldera       | Nomina CNL                                        | Sindaco |        |
| 11 novembre 1945 | 15 giugno 1947   | Isacco Agostoni     | Democrazia Cristiana                              | Sindaco |        |
| 15 giugno 1947   | 27 giugno 1947   | Carlo Caldera       | Democrazia Cristiana                              | Sindaco |        |
| 27 giugno 1947   | 27 giugno 1950   | Francesco Pozzoli   | Democrazia Cristiana                              | Sindaco |        |
| 27 giugno 1950   | 9 giugno 1951    | Isaia Minotti       | Democrazia Cristiana                              | Sindaco |        |
| 9 giugno 1951    | 8 giugno 1956    | Isaia Minotti       | Democrazia Cristiana                              | Sindaco |        |
| 8 giugno 1956    | 29 novembre 1960 | Giovanni Orsi       | Democrazia Cristiana                              | Sindaco |        |
| 29 novembre 1960 | 22 novembre 1964 | Ruggero Minotti     | Democrazia Cristiana                              | Sindaco |        |
| 22 novembre 1964 | 24 giugno 1970   | Ruggero Minotti     | Democrazia Cristiana                              | Sindaco |        |
| 24 giugno 1970   | 13 ottobre 1970  | Angelo Cappellini   | Democrazia Cristiana                              | Sindaco |        |
| 13 ottobre 1970  | 24 novembre 1970 | Ferdinando Nicolini | Democrazia Cristiana                              | Sindaco |        |
| 24 novembre 1970 | 23 luglio 1975   | Ferdinando Nicolini | Democrazia Cristiana                              | Sindaco |        |
| 23 luglio 1975   | 17 luglio 198    | Ferdinando Nicolini | Democrazia Cristiana                              | Sindaco |        |
| 17 luglio 1980   | 13 aprile 1982   | Edilio Somaschini   | Democrazia Cristiana                              | Sindaco |        |
| 13 aprile 1982   | 4 luglio 1985    | Giuseppe Colombo    | Democrazia Cristiana                              | Sindaco |        |
| 4 luglio 1985    | 1º agosto 1990   | Piero Agostoni      | Democrazia Cristiana                              | Sindaco |        |
| 1º agosto 1990   | 11 maggio 1995   | Mario Maroni        | Democrazia Cristiana, Partito Socialista Italiano | Sindaco |        |
| 11 maggio 1995   | 13 giugno 1999   | Mario Maroni        | Lista civica Cabiate oggi domani                  | Sindaco |        |
| 13 giugno 1999   | 13 giugno 2004   | Mario Maroni        | Lista civica Cabiate oggi domani                  | Sindaco |        |
| 13 giugno 2004   | 7 giugno 2009    | Maurizio Brenna     | Lista civica Cabiate oggi domani                  | Sindaco |        |
| 7 giugno 2009    | 25 maggio 2014   | Maurizio Brenna     | Lista civica Cabiate oggi domani                  | Sindaco |        |
| 25 maggio 2014   | 26 maggio 2019   | Maria Pia Tagliabue | Lista civica Cambiate Cabiate con noi             | Sindaco | [ 19 ] |
| 26 maggio 2019   | 9 giugno 2024    | Maria Pia Tagliabue | Lista civica Cambiate Cabiate con noi             | Sindaco | [ 20 ] |
| 9 giugno 2024    | in carica        | Maria Pia Tagliabue | Lista civica Cambiate Cabiate con noi             | Sindaco | [ 21 ] |

## Sport

### Calcio
L'unica società calcistica presente sul territorio comunale è il F.C. Cabiate Calcio, erede del C.G. Cabiate Calcio che ha militato nell'Eccellenza regionale per un paio di stagioni. Nelle stagioni 2022/2023 e 2023/2024 non presenta una prima squadra, ma lavora solo a livello giovanile. Nel 2024/2025 partecipa al campionato di Terza Categoria. Fa inoltre parte dell'Academy del Monza.

### Pallacanestro
La società cestistica del paese è la Pallacanestro Cabiate 1992, militante in Serie D.

### Pallavolo
Sul territorio è presente la Pallavolo Cabiate, società femminile militante nella stagione 2024/2025 in Serie B1, per il terzo anno consecutivo.

### Altri sport
A Cabiate trova spazio anche il ciclismo, grazie all'Unione Ciclistica Cabiatese. Altra società presente è l'ASD Ginnastica Cabiate, nota a livello regionale nell'ambito della ginnastica artistica.

### Impianti sportivi

#### Stadio Comunale
Lo Stadio Comunale è la casa della prima squadra, della Juniores e degli Allievi Regionali del C.G. Cabiate Calcio. La tribuna coperta ha una capienza di 400 spettatori.

#### Campo storico di Via Baracca
Nel Campo Storico vengono disputate le partite del resto delle giovanili del C.G. Cabiate Calcio, mentre nell'adiacente campo a 7 trovano spazio i Pulcini e la squadra del CSI.

#### Palazzetto dello Sport
Con una capienza di 300 posti, nel palazzetto si svolgono le partite casalinghe della Pallacanestro Cabiate. Qui trovano spazio saltuariamente anche la Pallavolo Cabiate e l'ASD Ginnastica Cabiate.

### Esplicative
1. ↑  ortografia classica

### Bibliografiche
1. 1 2   Bilancio demografico mensile anno 2025 (dati provvisori), su demo.istat.it, ISTAT.
2. ↑   Classificazione sismica (XLS), su rischi.protezionecivile.gov.it.
3. ↑   Tabella dei gradi/giorno dei Comuni italiani raggruppati per Regione e Provincia (PDF), in Legge 26 agosto 1993, n. 412, allegato A, Agenzia nazionale per le nuove tecnologie, l'energia e lo sviluppo economico sostenibile, 1º marzo 2011,  p. 151. URL consultato il 25 aprile 2012 (archiviato dall'url originale il 1º gennaio 2017).
4. ↑   AA. VV., Dizionario di toponomastica. Storia e significato dei nomi geografici italiani., Milano, Garzanti, 1996,  p. 111, ISBN 88-11-30500-4.
5. 1 2 3 4   Felice Asnaghi, Storia di Cabiate dal Periodo Preromano all'Unità d'Italia, a cura di Amministrazione Comunale di Cabiate; Centro Studi Storici "Circolo San Francesco", Cabiate, settembre 2003.
6. 1 2 3 4 5   Comune di Cabiate, sec. XIV - 1757 – Istituzioni storiche – Lombardia Beni Culturali, su lombardiabeniculturali.it. URL consultato il 28 aprile 2020.
7. ↑   Comune di Cabiate, 1798 - 1809 – Istituzioni storiche – Lombardia Beni Culturali, su lombardiabeniculturali.it. URL consultato il 28 aprile 2020.
8. ↑   Comune di Cabiate, 1816 - 1859 – Istituzioni storiche – Lombardia Beni Culturali, su lombardiabeniculturali.it. URL consultato il 28 aprile 2020.
9. 1 2 3   Cabiate, su araldicacivica.it. URL consultato il 6 novembre 2011.
10. ↑   Bozzetti di stemma e gonfalone del Comune di Cabiate, su ACS, Raccolta dei disegni degli stemmi di comuni e città. URL consultato il 13 ottobre 2024.
11. ↑   Santuario di S. Maria Annunciata - complesso, su lombardiabeniculturali.it.
12. ↑   Chiesa di S. Giorgio, Via Giovanni XXIII - Cabiate (CO) – Architetture – Lombardia Beni Culturali, su lombardiabeniculturali.it. URL consultato il 28 aprile 2020.
13. ↑   Villa Padulli - complesso, Piazza Umberto I, 10,11 (P) - Cabiate (CO) – Architetture – Lombardia Beni Culturali, su lombardiabeniculturali.it. URL consultato il 28 aprile 2020.
14. ↑   Villa Anderloni - complesso, Via Magenta, 10 - Cabiate (CO) – Architetture – Lombardia Beni Culturali, su lombardiabeniculturali.it. URL consultato il 28 aprile 2020.
15. ↑   Diamo i numeri - 2024, su facebook.com. URL consultato il 7 febbraio 2024.
16. ↑  Borghese, pp. 118-119.
17. ↑   Atlante cartografico dell'artigianato, vol. 1, Roma, A.C.I., 1985,  p. 14.
18. ↑   Record di partite IVA, Cabiate al top in Europa, in La Provincia, 23 aprile 2013.
19. ↑   Scrutini definitivi liste Cabiate (PDF), su comune.cabiate.co.it. URL consultato il 28 maggio 2019 (archiviato dall'url originale il 28 maggio 2019).
20. ↑   Eligendo: Comunali [Scrutini] Comune di Cabiate (CO), su elezioni.interno.gov.it. URL consultato il 28 maggio 2019 (archiviato dall'url originale il 28 maggio 2019).
21. ↑   Eligendo: Comunali [Scrutini] Comune di Cabiate (CO), su elezioni.interno.gov.it. URL consultato l'11 giugno 2024 (archiviato dall'url originale il 28 maggio 2019).
22. 1 2   Sede campi C.G. Cabiate Calcio - Stadio Comunale di Via Buozzi, su cabiatecalcio.it. URL consultato il 10 marzo 2014 (archiviato dall'url originale il 10 marzo 2014).